# دالة مقعرة
الدالة المقعرة (بالإنجليزية: Concave Function) هي دالة منحنية ذات قمة في الاتجاه الرأسي، مفتوحة نحو الأسفل. تسمى أحيانا مقعرة قبعيّة حيث تشبه القبعة، أو تشبه الجرس. وهي عكس الدالة المحدبة في شكل منحناها.

## تعريف

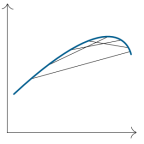
دالة مقعرة

إذا كانت الدالة f ذات قيم حقيقية في حيز معين فهي تسمى دالة مقعرة إذا كانت لكل قيمة من x وy في الحيز ولكل t في [0,1],
{\displaystyle f(tx+(1-t)y)\geq tf(x)+(1-t)f(y).}
وتسمى دالة «دالة مقعرة دقيقة» strictly concave إذا كان :
{\displaystyle f(tx+(1-t)y)>tf(x)+(1-t)f(y)\,}
لأي t في (0,1) وx ≠ y.
وبالنسبة إلى دالة f:R→R، فهي تعبر عن أن لكل نقطة
z بين x و y، فتكون ((z, f(z) على منحني f فوق الخط المستقيم الواصل بين ((x, f(x) و((y, f(y) .

## أمثلة
- الدالة {\displaystyle f(x)=-x^{2}} ......، والدالة {\displaystyle f(x)={\sqrt {x}}} هما دالتان مقعرتان ، حيث أن المشتقة التفاضلية الثانية سالبة دائما.
- أي دالة خطية {\displaystyle f(x)=ax+b} تعتبر دالة مقعرة ودالة محدبة في نفس الوقت،
- الدالة {\displaystyle f(x)=\sin(x)} تكون مقعرة في الحيز {\displaystyle [0,\pi ]}.
- {\displaystyle \log |B|}، حيث {\displaystyle |B|} محدد مصفوفة حقيقية غير سالبة B،تكون دالة مقعرة .[1]
- من الأمثلة العملية : انحناء الأشعة في حساب الموجات الراديوية في الغلاف الجوي.